# Руководство к изучению акушерства
Руководство к изучению акушерства (нем. Grundriss zum Studium der Geburtshilfe) — медицинская энциклопедия немецкого врача Эрнеста Бумма, состоящая из 28 лекций. После выхода сразу стала популярной энциклопедией по акушерству в Германии и в других странах мира. В России до революции выходила под редакцией издательства журнала «Практическая медицина». Первое издание на русском языке вышла в 1902 году. Благодаря высокому качеству изображения, книга была образцом для многих последующих учебников и переиздается во многих странах до наших дней.

## Предисловие к первому Русскому изданию
В предлагаемом руководстве сделана попытка отвести больше места иллюстрации текста, нежели это было принято до сих пор в немецких учебниках акушерства. При этом я руководился двумя соображениями. Во-первых, едва ли есть другой отдел медицины, который бы столько занимался пространственными и механическими отношениями, доступными воспроизведению в рисунках, как акушерство. Во-вторых, наглядность облегчает путь изучение предмета именно там, где речь идёт о сложных процессах, трудно передаваемых словами. Трудная задача переработать прочитанное в пространственные представления. То, что мы видим в натуре или в изображении, не только легко и быстро воспринимается, но и надолго остаётся в памяти.
В теоретических лекциях по акушерству принцип наглядного обучения находит обширное применение. Никому не придёт более в голову описывать механизм родов, его показывают и демонстрируют на манекене. Чтобы провести тот же принцип в учебнике, требуются многочисленные и наглядные рисунки. Но таковые не легко изготовить, и я признаюсь, что рисунки мне стоили гораздо больше труда, нежели составление текста. Всё, что имелось в прежних произведениях, журналах и атласах по части хороших рисунков, уже нашло в себе место в учебниках, но это далеко недостаточно, чтобы систематически провести наглядно иллюстрирование акушерских учении. Фотографии с натуры, как известно, лишь мало пригодны для целей обучения, не говоря уже о том, что с многих и как раз важнейших процессов невозможно получить снимки. Схематические фигуры, которые будучи набросаны на доске во время лекций, удовлетворяют своему назначению, в книге легко превращаются в карикатуры, которые оскорбляют глаз даже не художника. Особенно не удаются в этом отношении нежные формы детского тела. Таким образом остаются только рисунки с натуры. Таковых я, на основании точных измерении циркулем и измерительной лентой, изготовил с годами сотни. Молодой художник Альбрехт Мауер из Базеля, потратил в свою очередь, несколько лет труда, чтобы перерисовать мои наброски и придать им жизненность.
Текст изложен в форме лекций. Только при этом условии возможно было непринуждённо положить в основу систематические ссылки на рисунки. Подробно и обстоятельно я изложил все то, что мне казалось важным для понимания хода родов и что в повседневной практике чаще случается. Напротив, на более редких явлениях я останавливался лишь вкратце и точно также ограничил по мере возможности обсуждение второстепенных теоретических вопросов.
Появление в свет предлагаемой книги было бы не мыслимо без издателя, готового на крупные жертвы для воспроизведения рисунков. Поэтому я должен выразить J.F. Bergmanny мою особенную благодарность за то, что он во всякое время приходил навстречу моим дорогим затеям.
Воспроизведение оригинальных рисунков взяла на себя большей частью фирма Schelter и Gieseke в Лейпциге; печатание, затруднённое вставлением многочисленных рисунков, производилось в университетской типографии H. Sturtza в Вюрцербурге. Работа их говорит сама за себя. Галле 12 апреля 1902 года.

## Предисловие к четвёртому Русскому изданию
особенной радостью и удовлетворением я узнал, что с переводом на русский язык моё руководство по акушерству стало доступным новому большому кругу учащихся и врачей, и это побуждает меня дать книге на её новом пути несколько сопутственных слов.
В столь отменно практической отрасли медицины, как акушерство, преподавание должно на первом плане преследовать цель практической подготовки учащихся и врачей. Само собою разумеется, что это достижимо только путём практических упражнений в клинике, поликлинике и в родильной комнате. Но для своей деятельности у постели роженицы учащийся, если он не желает сделаться рутинером, должен запастись прочной, основой анатомических и акушерских сведении и воззрении, которые ему уясняют процессы, совершающиеся при нормальных и патологических родах, и в заключении дают ему возможность самостоятельно делать выбор терапевтических мер.
В предлагаемом руководстве я сделал попытку собрать все необходимые сведения и с помощью рисунков изобразить их так, чтобы читатель получил правильные представления об акушерских процессах. Достаточно заглянуть в книгу, чтобы видеть, что главное внимание обращено на иллюстрации, которые без многословиямогут легко уяснить даже сложные процессы. Но для того, чтобы рисунки были ясны и отчетливы, они должны иметь известную величину, что опять-таки обуславливает большой формат книги
Пожелаю моей книге чтобы и в России ей был уготован тот же путь, какой выпал на её долю в её собственном отечестве. Берлин, 13 февраля 1910

## Содержание книги

- 1 Лекция. Исторический очерк развития акушерства
- 2 Лекция. Зародышевый материал, мужской и женский. Развитие семенных нитей и яиц. Образование яичника. Первичные пузырьки. Graaf’ов пузырек. Человеческое яйцо. Созревание яиц. Овуляция. Жёлтое тело. Менструация. Маточная слизистая и менструальные процессы на ней. Связь между менструацией и овуляцией. Место и время оплодотворения яйца. Исчисление срока беременности.
- 3 Лекция. Процессы оплодотворения яйца. Дробление. Зародышевый пузырь. Развитие плодных оболочек. Поселение яйца на слизистой оболочке матки. Рост его с прогрессированием беременности. Образование плаценты. Строение плодных придатков.
- 4 Лекция. Физиология плода. Кровообращение. Обмен веществ. Дыхание. Питание. Рост. Зрелый плод.
- 5 Лекция. Членорасположение, положение и позиция плода в полости матки. Номенклатура и частота положений плода.
- 6 Лекция. Изменения в организме матери под влиянием беременности. Развитие матки. Мускулатура матки. Форма и положение беременной матки. Изменение шейки. Влагалище и вульва, тазовая клетчатка, тазовые сочленения и связки. Влияние беременной матки на соседние органы. Состояние всего организма во время беременности.
- 7 Лекция. Диагностика беременности. Анамнез. Субъективные признаки беременности. Мнимая беременность. Акушерское исследование. Данные осмотра, ощупывания и выслушивания. Внутреннее исследование. Распознание срока беременности, первой и повторной беременности, жизни или смерти плода. Диэтетика беременности.
- 8 Лекция. Вступительные замечания относительно родов. Изгоняющие силы, родовые боли, иннервация матки, брюшной пресс. Твердые и мягкие родовые пути. Плод, как объект родов.
- 9 Лекция. Специальный разбор, родовых процессов. Период раскрытия. Общее внутриматочное давление. Действие плодного пузыря, сглаживание шейки у перво-и многородящих. Контракционное кольцо и нижний сегмент матки. Период изгнания. Обще внутреннее давление. Осевое давление. Изменение в положении и форм рожающей матки. Последовой период. Отделение последа. Способность его отделения по Duncany и Schultze. Более тонкие процессы при отделении последа.
- 10 Лекция. Механизм родов при затылочном положении. Различная позиция при затылочном положении. Синклитическое-асинклитическое вставление. Высокое состояние головки в начале изгнания. 1 поворот — flexio. 2 поворот rotalio 3 поворот delixo. Прохождение плечевого пояса. Причины поворотов. Варианты родового механизма-заднее затылочное положение- низкое поперечное состояние. Чрезмерный поворот. Головная опухоль и конфигурация черепа при затылочном положении- кровяная опухоль головки.
- 11 Лекция. Клиническое течение родов. Предвестники родов. Поведение роженицы. Период раскрытия. Отхождение передних вод. Изгнание плода. Последовый период. Продолжительность отдельных периодов. Образ действия врача при физиологических родах: антисептика и дезинфекция. Положение роженицы. Защита промежности. Освобождение плечников. Отделение пуповины. Введение последового периода.
- 12 Лекция. Процессы обратного развития в родильном периоде (пуэрперальная инволюция). Состояние половых органов тот час после родов. Влияние наполнения пузыря на положение матки. Обратное развитие матки. Заживление пуэрперальных ран. Возрождение слизистой оболочки матки. Маточные и влагалищные очищения (лохии). Кормление грудью. Развитие грудной железы. Молозиво. Готовое молоко, его образование и состав. Влияние пуэрперальных процессов на весь организм. Состояние температуры тела в родильном периоде. Уход за родильницей. Состояние новорожденного в первые недели жизни. Уход за новорожденным. Уход за пупочной раной. Профилактика Crede. Естественное и искусственное вскармливание. Контроль за развитием новорожденного посредством весов.